# Avro 707
El Avro 707 (también conocido como Type 707) fue un avión experimental británico, desarrollado para probar la configuración de ala en delta seleccionada para el bombardero Avro 698, posteriormente denominado como Avro Vulcan.

## Diseño e historia

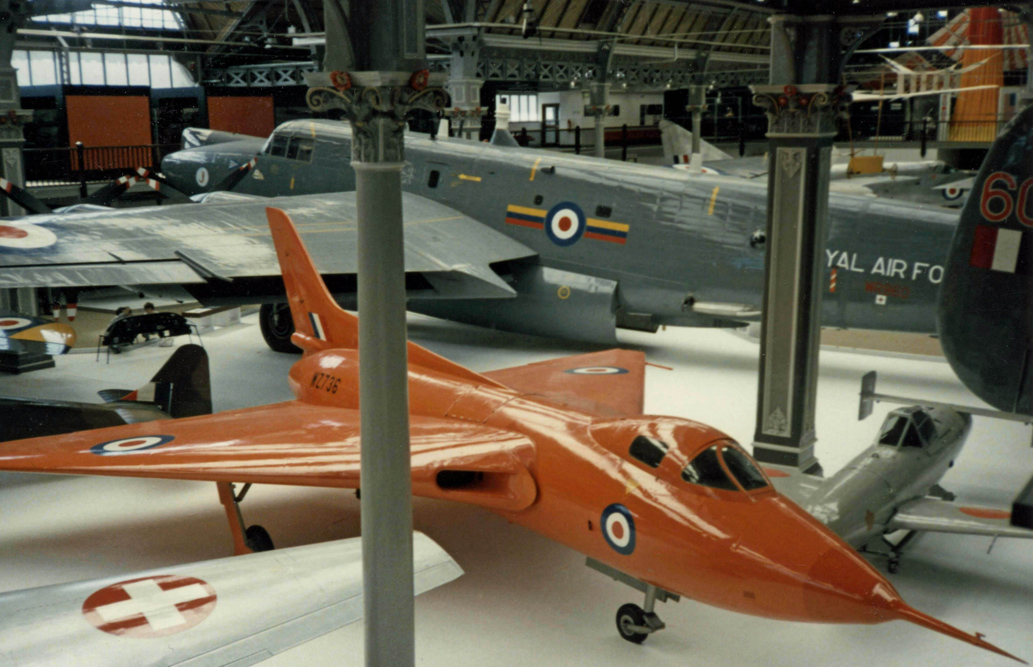
El segundo Avro 707A WZ736.

Al iniciar la Avro los trabajos de diseño del bombardero Vulcan, el mayor avión concebido con ala en delta hasta aquella fecha, se decidió construir una serie de monoplazas a escala para poder investigar varios aspectos de las prestaciones de las alas en delta.
El primer  Avro 707, con matrícula VX784 realizó su primer vuelo desde Boscombe Down el 4 de septiembre de 1949, con S.E. "Red" Esler, a los mandos. Dos días más tarde, en Farnborough, realizó su presentación en público en tierra en la exhibición SBAC. El prototipo se acabó estrellando a fines de ese mes, el 30 de septiembre cerca de Blackbushe.
El segundo prototipo, matriculado VX790, y redesignado como Avro 707B, presentaba mejoras frente al primer prototipo. Entre ellas destacaba su morro alargado, una cabina rediseñada, el ala en delta en diferente ángulo (51°) y una rueda en el tren de aterrizaje delantero de mayor tamaño, para que la aeronave tuviese un ángulo de ataque mayor, necesario para las operaciones de despegue y aterrizaje. El 707B disponía, al igual que el original de una toma de aire dorsal, aunque posteriormente fue modificada a un diseño NACA. Realizó su primer vuelo el 6 de septiembre de 1950. Este aparato fue empleado en investigaciones a baja velocidad.
El tercer prototipo denominado Avro 707B volado por primera vez en junio de 1951, fue proyectado para alcanzar la máxima velocidad posible, subsonicamente, empleando para ello mandos servocontrolados.
Un nuevo Avro 707A voló en febrero de 1953, y el quinto avión se apartó de los diseños anteriores al ser proyectado como biplaza con los asientos dispuestos lado a lado; designado Avro 707C, fue utilizado para familiarizar a los pilotos con el nuevo modelo. Los cinco 707 iban propulsados por motores Rolls Royce Derwent.

## Usuarios
Australia
- Real Fuerza Aérea Australiana

 Reino Unido
- Royal Aircraft Establishment
- Royal Air Force

### Aeronaves similares
- Boulton Paul P.111
- Bristol 188
- Dassault Mirage I
- Dassault Mystère-Delta 550
- English Electric P1A
- Fairey Delta 1
- Handley Page HP.88